# ژوزف ن. ارمولیف
ژوزف نیکولایوویچ ارمولیف (انگلیسی: Joseph Nikolayevich Ermolieff؛ ۲۴ مارس ۱۸۸۹ – ۲۰ فوریه ۱۹۶۲) تهیه‌کننده فیلم روسی‌الاصل اهل ایالات متحده آمریکا بود.
از فیلم‌ها یا مجموعه‌های تلویزیونی که وی در آن‌ها نقش داشته است می‌توان به میشل استروگف اشاره نمود.
وی همچنین برندهٔ جوایزی همچون لژیون دونور شده است.